# ماتيا سبروكاتي
ماتيا سبروكاتي (بالإيطالية: Mattia Sprocati)‏ (30 نوفمبر 1992 بمونزا في إيطاليا - ) هو لاعب كرة قدم إيطالي في مركز الوسط. لعب مع نادي بارما ونادي برو فيرتشيلي ونادي بيروجيا ونادي ريجيانا 1919 ونادي كروتوني واتحاد بافيا لكرة القدم.

## وصلات خارجية
- ماتيا سبروكاتي على موقع قاعدة بيانات كرة القدم.إي يو (الإنجليزية)
- ماتيا سبروكاتي على موقع Soccerway.com (الإنجليزية)
- ماتيا سبروكاتي على موقع عالم كرة القدم.نت (الإنجليزية)